# Hermann Olshausen
Hermann Olshausen (21 août 1796 - 4 septembre 1839) est un théologien allemand.

## Biographie
Olshausen est né à Oldeslohe dans le Holstein. Il fait ses études aux universités de Kiel (1814) et de Berlin (1816), où il est influencé par Schleiermacher et Neander. En 1817, il reçoit le prix du Festival de la Réforme pour un essai, Melanchthons Charakteristik aus seinen Briefen dargestellt (1818). Cet essai attire l'attention du ministre prussien du culte public et, en 1820, il devient Privatdozent à Berlin. En 1821, il devient professeur extraordinaire à l'université de Königsberg, et en 1827 professeur. En 1834, il devient professeur à l'université d'Erlangen.
L'expertise d'Olshausen réside dans l'exégèse du Nouveau Testament ; son Kommentar über sämmtliche Schriften des Neuen Testaments (Commentaire sur le texte complet du Nouveau Testament; complété et révisé par Ebrard et Wiesinger) commence à paraître à Königsberg en 1830, et est traduit en anglais en 4 volumes (Édimbourg, 1847-1849) . Il s'y est préparé par ses autres ouvrages, Die Echtheit der vier kanonischen Evangelien, aus der Geschichte der zwei ersten Jahrhunderte erwiesen (La véracité des quatre évangiles canoniques démontrée à partir de l'histoire des deux premiers siècles, 1823), Ein Wort über tieferen Schriftsinn (1824) et Die biblische Schriftauslegung (1825). Dans ces deux derniers ouvrages, il présente sa méthode d'exégèse, et rejette la doctrine de l'inspiration verbale.

## Famille
Il est le frère du politicien Theodor Olshausen et de l'orientaliste Justus Olshausen. 